# Schweiz i olympiska sommarspelen 1972
Schweiz deltog med 151 deltagare vid de olympiska sommarspelen 1972 i München. Totalt vann de tre silvermedaljer.

## Medaljer

### Silver
- Xaver Kurmann - Cykling, förföljelse.
- Alfred Bachmann och Heinrich Fischer - Rodd, tvåa utan styrman.
- Guy Evéquoz, Daniel Giger, Christian Kauter, Peter Lötscher och François Suchanecki - Fäktning, värja.